# Audi Front
Audi Front (нім. Audi Front) — модель бренду Audi, перший німецький шестициліндровий автомобіль із переднім приводом. Його виробляли в 1933 і 1934 роках на заводах Horch. Він також відомий як Audi Front 2 Liter Typ UW.
Двигун ідентичний Wanderer W22 — шестициліндровий рядний об’ємом 2,0 л. Його потужність становить 40 к.с. (29 кВт), максимальна швидкість — 100 км/год. Автомобіль має передній привід і чотириступінчасту механічну коробку передач.
Був доступний як чотиридверний седан, чотиридверний спортивний седан та дводверний кабріолет. Вироблено загалом близько 2'000 одиниць.

## Двигун
- 1,949 см3 Front 2 Liter, UW I6 40 к.с.